# Worf
Worf (In klingon wo'rIv) è un personaggio immaginario dell'universo di Star Trek. Il suo nome legale è Worf Rozhenko, mentre tra i Klingon è appellato come Worf, figlio di Mogh. Interpretato dall'attore Michael Dorn appare nelle sette stagioni della serie televisiva Star Trek: The Next Generation; dalla quarta stagione, in Star Trek: Deep Space Nine; nella terza stagione di Star Trek: Picard; oltre che nei quattro film di cui è protagonista l'equipaggio di Star Trek: The Next Generation, Generazioni, Primo contatto, L'insurrezione e La nemesi. Il personaggio è inoltre presente in numerosi romanzi e videogiochi del franchise. 
Worf è un ufficiale della Federazione di razza Klingon. Inizialmente come tenente, è l'ufficiale tattico e responsabile della sicurezza a bordo della nave stellare USS Enterprise NCC-1701-D, prendendo il posto della deceduta Tasha Yar. In seguito viene promosso a tenente comandante. In un videogioco viene detto essere diventato ambasciatore.
Worf è il primo Klingon a comparire come personaggio regolare in una serie di Star Trek ed è inoltre il personaggio che è apparso in un numero maggiore di episodi delle serie di Star Trek.

## Storia del personaggio

### Le origini
Worf è nato il 9 dicembre 2340 su Kronos (Qo'noS), nell'Impero Klingon, figlio di Mogh e nipote del colonnello Worf, inoltre ha un fratello di nome Kurn. In data stellare 23059.7 (2346) i suoi genitori vengono uccisi nell'attacco all'avamposto di Khitomer da parte dei Romulani. Worf, che in quella data ha 6 anni, viene salvato dall'ufficiale della Flotta Stellare Sergej Rozhenko e adottato da lui e da sua moglie Helena Rozhenko, che Worf lascia intuire essere originari di Minsk, nella Bielorussia. Da allora il suo nome legale nella Federazione diviene Worf Rozhenko, sebbene lui non lo utilizzi abitualmente.

### La carriera nella Federazione
Worf è il primo Klingon a entrare nell'Accademia della Flotta Stellare nell'anno 2357 conseguendo il diploma nel 2361. Nel 2359 ha una relazione sentimentale con K'Ehleyr che però non dura e nel 2364 viene assegnato all'USS Enterprise (NCC-1701-D) come ufficiale al controllo delle armi e di volo con il grado di tenente junior; verrà promosso a tenente nel 2366. In seguito alla morte del precedente ufficiale tattico e capo della sicurezza Tasha Yar viene designato in tale ruolo in data stellare 42901.3 (anno 2365)
Nello stesso anno K'Ehleyr viene mandata sull'Enterprise per cercare un modo per fermare dei Klingon risvegliatisi da un sonno di ibernazione iniziato prima degli Accordi di Khitomer; durante la permanenza sull'astronave, lei e Worf rinverdiscono la loro relazione e concepiscono un figlio, del quale Worf rimane all'oscuro e ne verrà informato dalla Klingon stessa nel 2367. Sempre nel 2367 si dimette da ufficiale della Flotta Stellare per poter combattere con suo fratello Kurn nella guerra civile Klingon.
Nel 2368 (data stellare 45020) ritorno nella Flotta Stellare, sempre col grado di tenente.
Tre anni dopo, nel 2371, viene promosso a tenente comandante sull'astronave Enterprise (Generazioni) e l'anno successivo viene trasferito alla divisione di comando della stazione spaziale Deep Space Nine sotto il comando di Benjamin Sisko e disconosciuto dal Cancelliere Klingon Gowron per aver rifiutato il supporto ai Klingon durante un loro attacco contro i Cardassiani. Sulla stazione Deep Space Nine Worf, oltre ad essere capo operazioni strategiche, era secondo ufficiale (dopo Sisko e Kira Nerys) nonché ufficiale comandante della USS Defiant (quando Sisko non era a bordo: in tal caso assumeva il ruolo di primo ufficiale).
Secondo le usanze Klingon riottiene l'onore nel 2373 (tra le date stellari 50712.5 e 50814.2) in seguito all'essersi unito al casato di Martok.
Su Deep Space Nine conosce la Trill Jadzia Dax, ufficiale scientifico della Flotta in servizio sulla stazione e il 1º aprile 2374 (data stellare 51247.5) si sposano, ma l'anno successivo Jadzia muore; sopravvive solo il simbionte Dax che verrà impiantato in una nuova ospite la quale, secondo le leggi e usanze Trill, non può e non deve continuare la relazione sentimentale dell'ospite precedente.
Nel 2375 (in data stellare 52645.7) in seguito alla fine della guerra del Dominio, riceve l'incarico di ambasciatore della Federazione su Qo'noS.
Nel 2379, durante gli avvenimenti raccontati nel film Star Trek - La nemesi, Worf sospende temporaneamente la sua carica di ambasciatore per riunirsi all'equipaggio dell'Enterprise E come ufficiale tattico.
Successivamente è promosso al grado di capitano e assume il comando dell'Enterprise E, dimettendosi poco tempo dopo a causa di un incidente su Kriilar I. Mantiene il grado di capitano ma senza un vascello da comandare: le sue mansioni successive rimangono sensibili fino a quando, nel 2401, lo ritroviamo come ufficiale dei servizi segreti federali.

## Caratteristiche del personaggio
Pur essendosi da tempo integrato nella comunità della Federazione, Worf si distingue nell'equipaggio dell'Enterprise per i tipici tratti del Klingon, per cui è di carattere rude, impulsivo e non ha praticamente senso dell'umorismo, riuscendo a rimanere serio ed impassibile in diverse situazioni. A differenza degli altri ufficiali la sua uniforme è contraddistinta da una fascia a tracolla (inizialmente dorata ed in seguito adornata da pietre preziose). Worf ha l'animo del guerriero Klingon: è dotato di grande coraggio, agilità e forza fisica, è sempre all'erta e diffidente nei confronti degli estranei, raramente si lascia distrarre dai suoi compiti né si fa corrompere, rispetta le gerarchie, è disciplinato ed ha il senso dell'onore, tutte caratteristiche che lo rendono particolarmente adatto al ruolo di addetto alla sicurezza che ricopre sull'astronave. Si svaga di rado praticando la lotta e gli sport di squadra, prendendo molto seriamente ogni tipo di competizione.
Malgrado le sue origini, di cui comunque va fiero, Worf è fedele alla Federazione e a ciò che rappresenta. Anzi in più occasioni ha ammesso che il suo Pianeta e il vecchio Impero Klingon gli appare "alieno", intendendo dire che ormai si sente più simile agli umani e rinnega alcuni dei barbari comportamenti che caratterizzano la sua gente. 
Worf è molto riservato sulla sua vita privata, non è incline a sentimenti d'amore e sembra del tutto insensibile al fascino femminile per un fatto puramente genetico: infatti per soddisfare le sue "esigenze" in ambito sessuale gli è necessaria una donna Klingon o comunque che sia molto forte e combattiva, data la natura "violenta" del corteggiamento e dell'accoppiamento nella sua specie.
In diverse occasioni, specialmente durante gli episodi di Deep Space Nine, lo si vede ordinare al replicatore del succo di prugna, che ha assaggiato per la prima volta su suggerimento di Guinan.

## Famiglia

### Famiglia Klingon
- Colonnello Worf (Rotta verso l'ignoto), interpretato da Michael Dorn, doppiato in italiano da Sergio Matteucci.
Il colonnello Worf è un antenato di Worf che difende James T. Kirk e Leonard McCoy durante il loro processo su Qo'noS, quando viene loro addossata la responsabilità della morte del cancelliere Gorkon e di alcuni ufficiali Klingon.
- Mogh.
Mogh è il padre di Worf, ucciso assieme alla moglie sull'avamposto di Khitomer da un attacco di Romulani, quando Worf aveva sei anni.
- Kurn/Rodek (Star Trek: The Next Generation, stagioni 3-5; Star Trek: Deep Space Nine, stagione 4), interpretato da Tony Todd, doppiato in italiano da Dario Penne (Star Trek: The Next Generation).[17]
Klingon, Kurn è il fratello biologico di Worf, anch'egli figlio di Mogh, ma inizialmente Worf ignora la sua esistenza. Gli viene rivelato dallo stesso Kurn in un episodio di Star Trek: The Next Generation[2], dove Kurn, Comandante delle Forze di Difesa Klingon, nel corso di un programma di scambio con la Flotta Stellare, viene assegnato temporaneamente all'Enterprise assumendo l'incarico di Primo Ufficiale. Lorgh, un amico di loro padre, lo aveva accolto nella sua famiglia e cresciuto come figlio proprio e solo dopo il raggiungimento dell'età dell'ascensione, gli venne rivelata la sua vera discendenza. Il personaggio appare in seguito anche in Star Trek: Deep Space Nine. Fa parte dell'Alto Consiglio di Klingon, per poi venirne estromesso quando Worf viene esiliato per essersi opposto a Gowron. Perde interesse nel vivere e così Worf chiede al dottor Bashir di cancellargli la memoria, in modo che, risvegliandosi, gli si farà credere di essere Rodek, figlio di Noggra, un amico di Worf che lo accoglie nella sua casata. Nella quadrilogia di romanzi I.K.S. Gorkon, scritti da Keith R.A. DeCandido tra il 2003 e il 2008 e ambientati dopo che a Kurn è stata cancellata la memoria, viene descritta la vita di Rodek servire l'impero Klingon a bordo di una nave delle Forze di Difesa Klingon di nome Cancelliere Gorkon.[18][19][20][21]

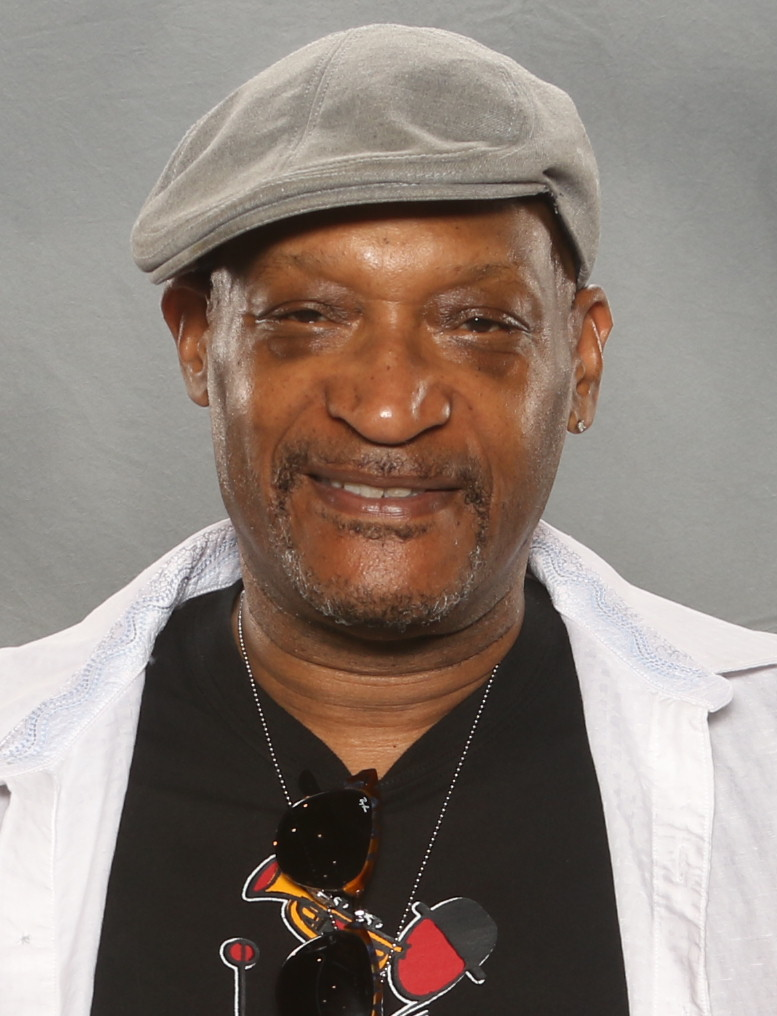
Tony Todd, interprete di Kurn/Rodek

### Famiglia adottiva umana
- Helena Rozhenko (Star Trek: The Next Generation, stagioni 4-5), interpretata da Georgia Brown, doppiata in italiano da Cristina Grado (Star Trek: The Next Generation).[17]
Madre adottiva di Worf, per un periodo ha vissuto con il marito sulla colonia agricola di Gault, stabilendosi successivamente sulla Terra, dove si è presa cura del nipote Alexander.[22]
- Sergey Rozhenko (Star Trek: The Next Generation, stagione 4), interpretato da Theodore Bikel, doppiato in italiano da Renato Mori (TNG).[17]
- Nikolai Rozhenko (Star Trek: The Next Generation, stagione 7), interpretato da Paul Sorvino, doppiato in italiano da Michele Gammino (Star Trek: The Next Generation).[17]
Figlio biologico di Helena e Sergey Rozhenko, quindi fratello adottivo di Worf.
- Jeremy Aster (Star Trek: The Next Generation, stagione 3), interpretato da Gabriel Damon.
Fratello adottivo di Worf.
- Dobara (Star Trek: The Next Generation, stagione 7), interpretata da Penny Johnson Jerald.
Boraalan, nuora adottiva. Ha una relazione e si sposa, dopo esserne rimasta incinta, con Nikolai.

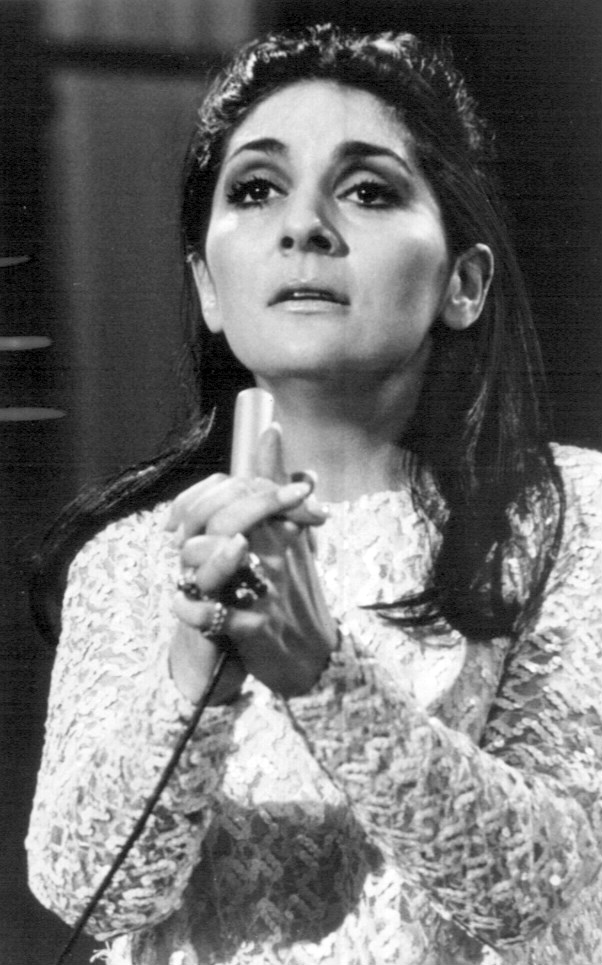
Georgia Brown, interprete di Helena Rozhenko
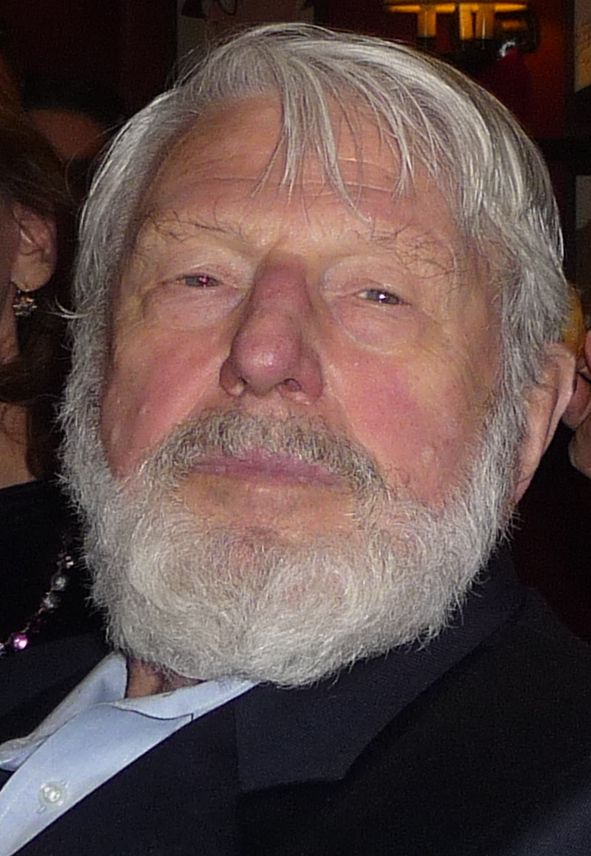
Theodore Bikel, interprete di Sergey Rozhenko
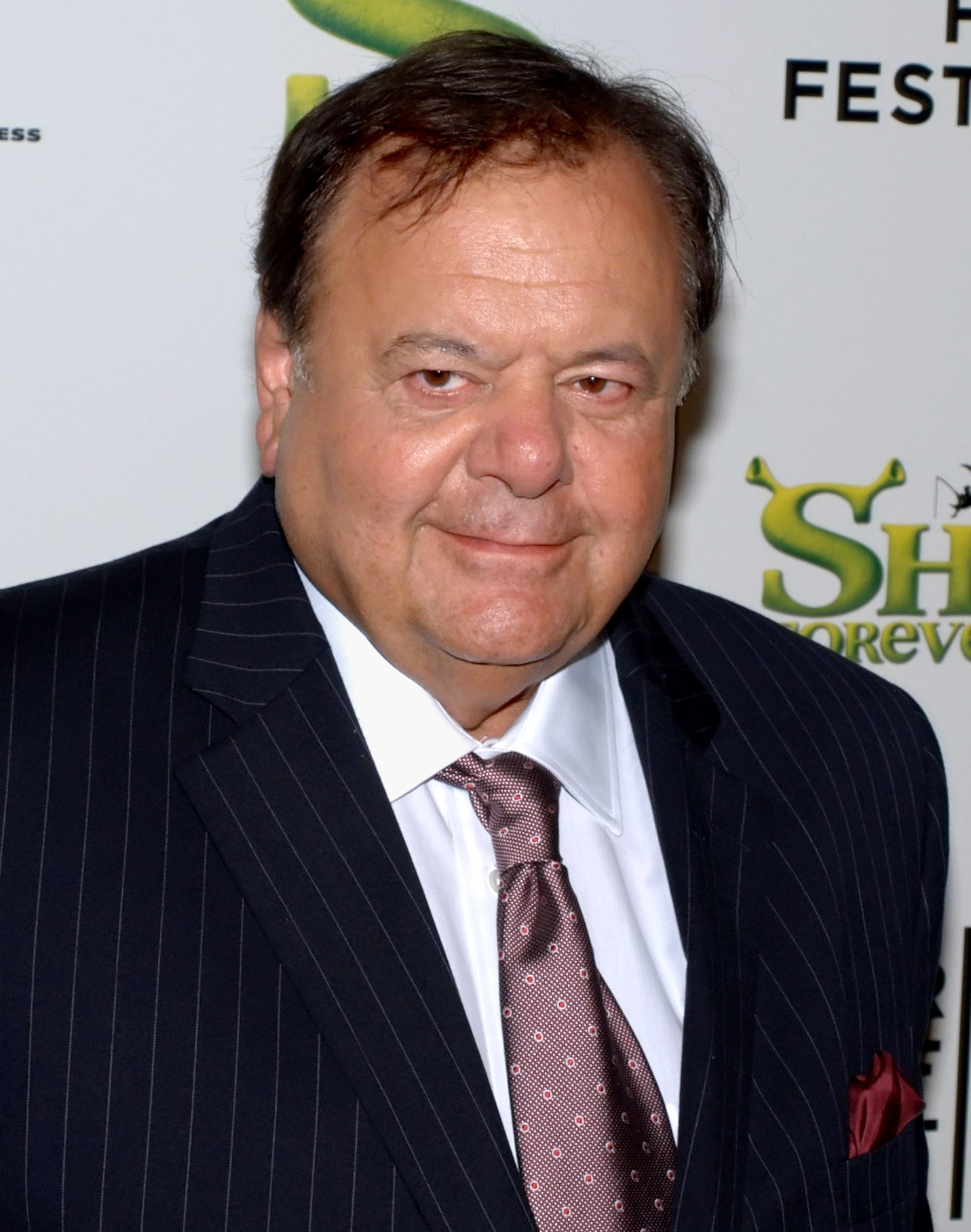
Paul Sorvino, interprete di Nikolai Rozhenko
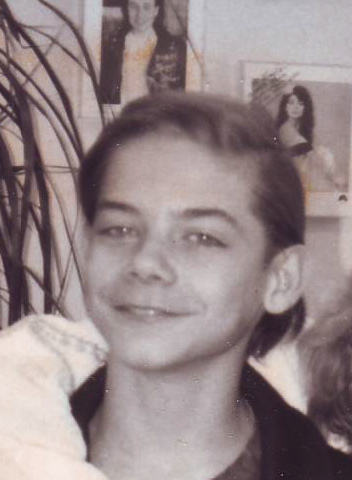
Gabriel Damon, interprete di Jeremy Aster
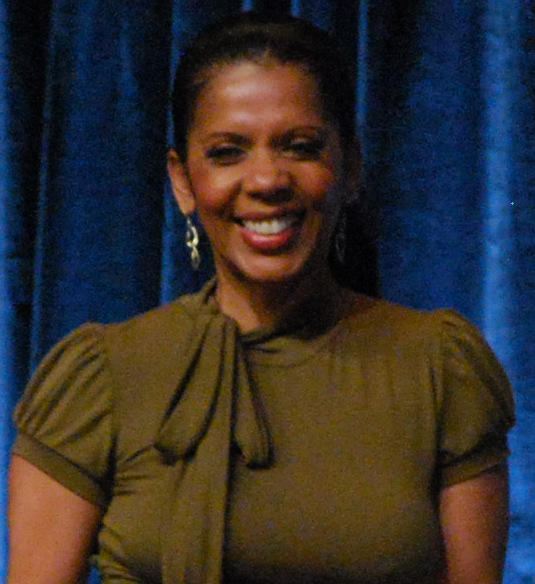
Penny Johnson Jerald, interprete di Dobara

### Altre relazioni
- K'Ehleyr (Star Trek: The Next Generation, stagioni 2,4), interpretata da Suzie Plakson, doppiata in italiano da Paola Mannoni.[17]
Per metà Umana, da parte di madre, e Klingon, da parte di padre, ha un carattere indipendente e poco attento alle tradizioni Klingon, tuttavia si sviluppa un'attrazione tra lei e Worf, che li porta ad avere un figlio, Alexander, e a sposarsi.
- Alexander Rozhenko/K'Mtar, interpretato da Brian Bonsall (Star Trek: The Next Generation, stagioni 4, 6 e 7, bambino),[17] doppiato in italiano da Ilaria Stagni; da James Sloyan (Star Trek: The Next Generation, stagione 7, cinquantenne), doppiato in italiano da Dario Penne;[17] da Mark Worden (Star Trek: Deep Space Nine, stagione 6, giovane), doppiato in italiano da Fabrizio Vidale.[23]
È il figlio di Worf e di K'Ehleyr, nato il 43º giorno di Maktag (equivalente terrestre del 2366).[1]
- Jadzia Dax (Star Trek: Deep Space Nine, stagioni 1-6), interpretata da Terry Farrell, doppiata in italiano da Roberta Pellini (Star Trek: Deep Space Nine).[23]
Trill, Jadzia Dax è uno degli ufficiali della stazione spaziale Deep Space Nine. Tra i due si sviluppa una relazione che li porta a congiungersi in matrimonio.
- Kela.
Trill, suocero. È il padre di Jadzia.

Suzie Plakson, interprete di K'Ehleyr
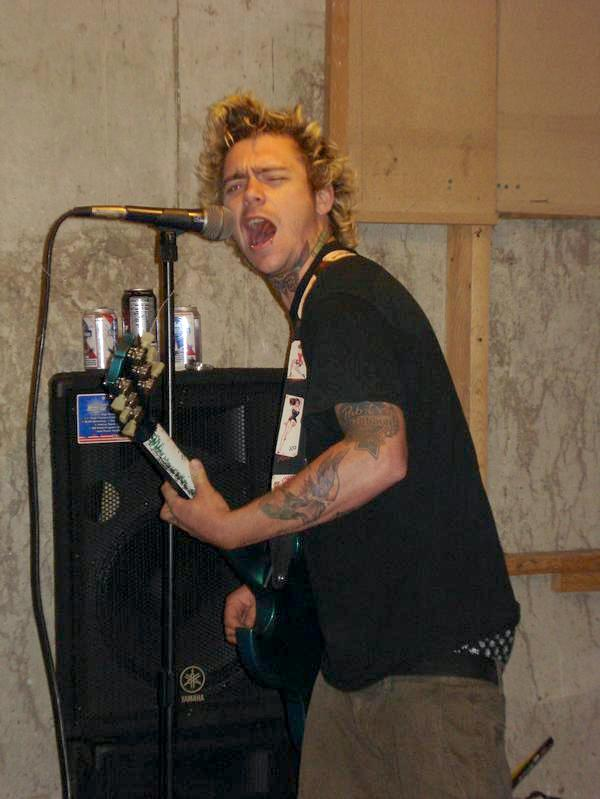
Brian Bonsall, interprete di Alexander Rozhenko
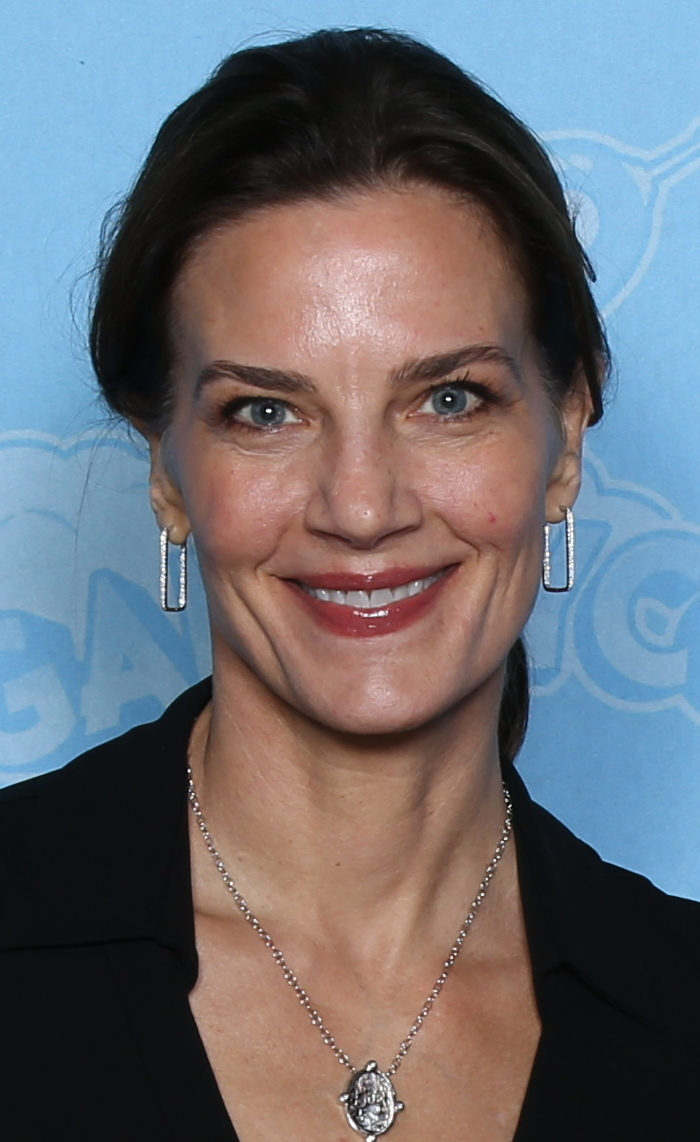
Terry Farrell, interprete di Jadzia Dax

## Interpreti

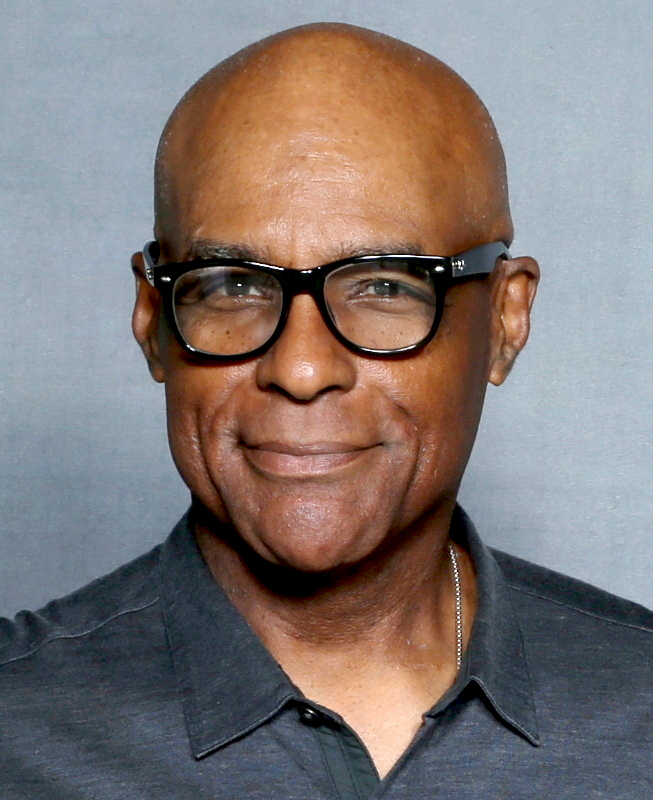
Michael Dorn, interprete di Worf

Worf è interpretato dall'attore statunitense Michael Dorn, che lo impersona in 175 episodi di Star Trek: The Next Generation (1987-1994), 102 episodi di Star Trek: Deep Space Nine (1995-1999) e in Star Trek: Picard (2023), oltre che nei quattro film con protagonista l'equipaggio di Star Trek: The Next Generation: Generazioni (1994), Primo contatto (1996), L'insurrezione (1998) e La nemesi (2002). Michel Dorn ha inoltre impersonato Worf anche nelle serie non appartenenti al franchise, quali: Webster (1989) e Internity (2016). Micheal Dorn presta inoltre la voce al personaggio nei due episodi della serie animata I Griffin (Family Guy) Il mio migliore amico (2005) e It's a Trap! (2011). Sempre con la voce di Dorn, Worf appare nei videiogiochi del franchise: Star Trek: The Next Generation - A Final Unity (1995),  Generations (1997), Star Trek: Armada (2000), Star Trek: Invasion (2000), Star Trek: Deep Space Nine - The Fallen (2000), Star Trek: Away Team (2000), Star Trek Online (2010), oltre che nel videogioco del franchise I Griffin, Family Guy: The Quest for Stuff (2014). Inoltre Worf appare come ologramma della Kobayashi Maru, nell'episodio Kobayashi Maru della serie animata Star Trek: Prodigy, dove vengono utilizzate registrazioni d'archivio della voce di Michael Dorn.
Nell'edizione italiana delle opere del franchise di Star Trek, Worf viene doppiato da: Claudio Fattoretto (The Next Generation, Primo contatto, L'insurrezione e La nemesi); Paolo Marchese (Deep Space Nine, Star Trek: Picard); Massimo Pizzirani (Generazioni)

## Accoglienza
Worf è un personaggio decisamente popolare tra i fan. L'episodio Cuore di Klingon, che si concentra su Worf e la sua relazione con altri Klingon, è accreditato di aver piantato "molti semi per successive trame Klingon ... e nuove scoperte sulla cultura Klingon".
Con la fine di Star Trek: The Next Generation nel 1995, gli sceneggiatori di Star Trek: Deep Space Nine hanno avuto l'idea di aggiungere Worf al cast, in risposta alle pressioni per aumentare gli ascolti. L'autore Edward Cambro classifica Worf come il 13° miglior personaggio di Star Trek in assoluto, e osserva come Worf abbia dovuto "camminare sul confine tra due culture, nessuna delle quali comprendeva del tutto. Sara Schmidt classifica Worf come la settima persona più attraente nell'universo di Star Trek, tra T'Pol (Star Trek: Enterprise) e Michael Burnham (Star Trek: Discovery), e in un altro articolo, continua a suggerire idee per uno spin-off di Worf, affermando che un giovane Worf sarebbe "interessante da esplorare", così come una "serie sulle esperienze di Worf come ambasciatore della Federazione a Qo'noS". Dusty Stowe ha classificato inoltre i primi 8 personaggi più potenti di Star Trek e pone Worf tra Spock e Q.
TheWrap classifica Worf come il nono miglior personaggio di Star Trek, affermando che "ha iniziato la tendenza a trasformare i nemici delle serie passate in personaggi complessi che sono diventati membri vitali dell'equipaggio della Flotta Stellare nonostante le differenze culturali".
SyFy ha valutato Worf come il secondo più grande Klingon del franchise di Star Trek. L'autore spiega che Worf è solo al secondo posto perché è stato allevato dagli umani e fa affidamento principalmente sull'onore. Continua ammettendo: "Michael Dorn ha creato una Trek-leggenda, non ci possono essere dubbi".
Den of Geek inserisce quattro episodi (in realtà cinque, dato che uno è un episodio in due parti) incentrati su Worf, nella sua lista di 25 episodi "da non perdere" di Star Trek: The Next Generation.
Worf è classificato come il 13° personaggio più importante della Flotta Stellare nell'universo fantascientifico di Star Trek dalla rivista Wired, battendo favoriti come Uhura. Per essere inclusi in questo elenco, i personaggi devono essere membri del personale o dell'equipaggio della Flotta Stellare, e appartenere alle serie canoniche.
IndieWire ha classificato Worf come il settimo miglior personaggio di Star Trek: The Next Generation nel 2017 e CBR.com ha classificato nel 2018 Worf come l'ottavo miglior personaggio della Flotta Stellare di Star Trek.

## Merchandising
- Nel 1988 la Galoob ha commercializzato alcune action figure da 3½" raffiguranti i personaggi principali di The Next Generation nella divisa tipo A, compreso Worf, che indossa l'uniforme rossa della prima stagione.[40]
- Nel 2022 la Mego, celebre per le action figure da 8" durante gli anni settanta, compresa la serie classica di Star Trek, ha realizzato, in collaborazione con la Topps, un'action figure di Worf, con la II divisa di The Next Generation, per la sua linea Star Trek.

## Filmografia

### Cinema
- Generazioni (Star Trek: Generations), regia di David Carson (1994)
- Primo contatto (Star Trek: First Contact), regia di Jonathan Frakes (1996)
- Star Trek - L'insurrezione (Star Trek: Insurrection), regia di Jonathan Frakes (1998)
- Star Trek - La nemesi (Star Trek: Nemesis), regia di Stuart Baird (2002)

### Televisione
- Star Trek: The Next Generation - serie TV, 175 episodi (1987-1994)
- Webster - serie TV, episodio 6x25 (1989)
- Star Trek: Deep Space Nine - serie TV, 102 episodi (1995-1999)
- I Griffin (Family Guy) - serie animata, episodi 4x11-9x18 (2005, 2011)
- Internity - serie TV, episodio 1x01 (2016)
- Star Trek: Prodigy - serie animata, episodio 1x06 (2022)
- Star Trek: Picard - serie TV, 7 episodi (2023)

## Libri (parziale)

### Romanzi
- (EN) Keith R. A. DeCandido, A Good Day to Die, collana Star Trek, I.K.S. Gorkon, vol. 1, Pocket Books, 2003, ISBN 978-0-743457-15-6, OCLC 893684002.
- (EN) Keith R. A. DeCandido, Honor Bound, collana Star Trek, I.K.S. Gorkon, vol. 2, Pocket Books, 2003, ISBN 978-0-743457-16-3, OCLC 61423647.
- (EN) Keith R. A. DeCandido, Enemy Territory, collana Star Trek, I.K.S. Gorkon, vol. 3, Pocket Books, 2005, ISBN 978-1-416500-14-8, OCLC 680102099.
- (EN) Keith R. A. DeCandido, A burning house, collana Star Trek, I.K.S. Gorkon, vol. 4, Pocket Books, 2008, ISBN 978-1-416556-47-3, OCLC 426069320.

## Giochi

### Videogiochi
- Star Trek: The Next Generation - A Final Unity (1995)
- Generations (1997)
- Star Trek: Armada (2000)
- Star Trek: Invasion (2000)
- Star Trek: Deep Space Nine - The Fallen (2000)
- Star Trek: Away Team (2000)
- Star Trek Online (2010)
- Family Guy: The Quest for Stuff (2014)
- Star Trek Timelines (2016)
- Star Trek Fleet Command (2018)